# Falkarinol
Falkarinol (také nazývaný karotatoxin nebo panaxynol) je přirozený pesticid nacházející se v mrkvi (Daucus carota), ženšenu pravém (Panax ginseng) a břečťanu. Koncentrace v mrkvi bývají kolem 2 mg/kg. Jedná se o toxin, který chrání kořeny rostlin před parazitickými houbami. Za teplot nad 0 °C a/nebo přítomnosti světla se rozkládá.
Falkarinol může také snižovat riziko nádorů tlustého střeva.

## Chemické vlastnosti
Falkarinol patří mezi enyny, obsahuje dvě trojné a dvě dvojné vazby mezi uhlíkovými atomy. Dvojná vazba na uhlíku 9 má uspořádání cis a vzniká eliminační reakcí, k jejímuž průběhu jsou třeba kyslík a NADPH (nebo NADH), která vytvoří ohnutý tvar a zabrání mastné kyselině, aby se v olejích a buněčných membránách přeměnila na pevnou látku.
Falkarinol je strukturně podobný enanthotoxinu a cikutoxinu.

## Biologické účinky
Falkarinol je dráždivý, může vyvolávat alergické reakce a kontaktní dermatitidu. Látka působí jako kovalentní inverzní agonista kanabinoidového receptoru typu 1 a blokuje účinek anandamidu v keratinocytech, čímž způsobuje alergické reakce. Běžná konzumace mrkve nemá u lidí žádné toxické účinky.

## Biosyntéza

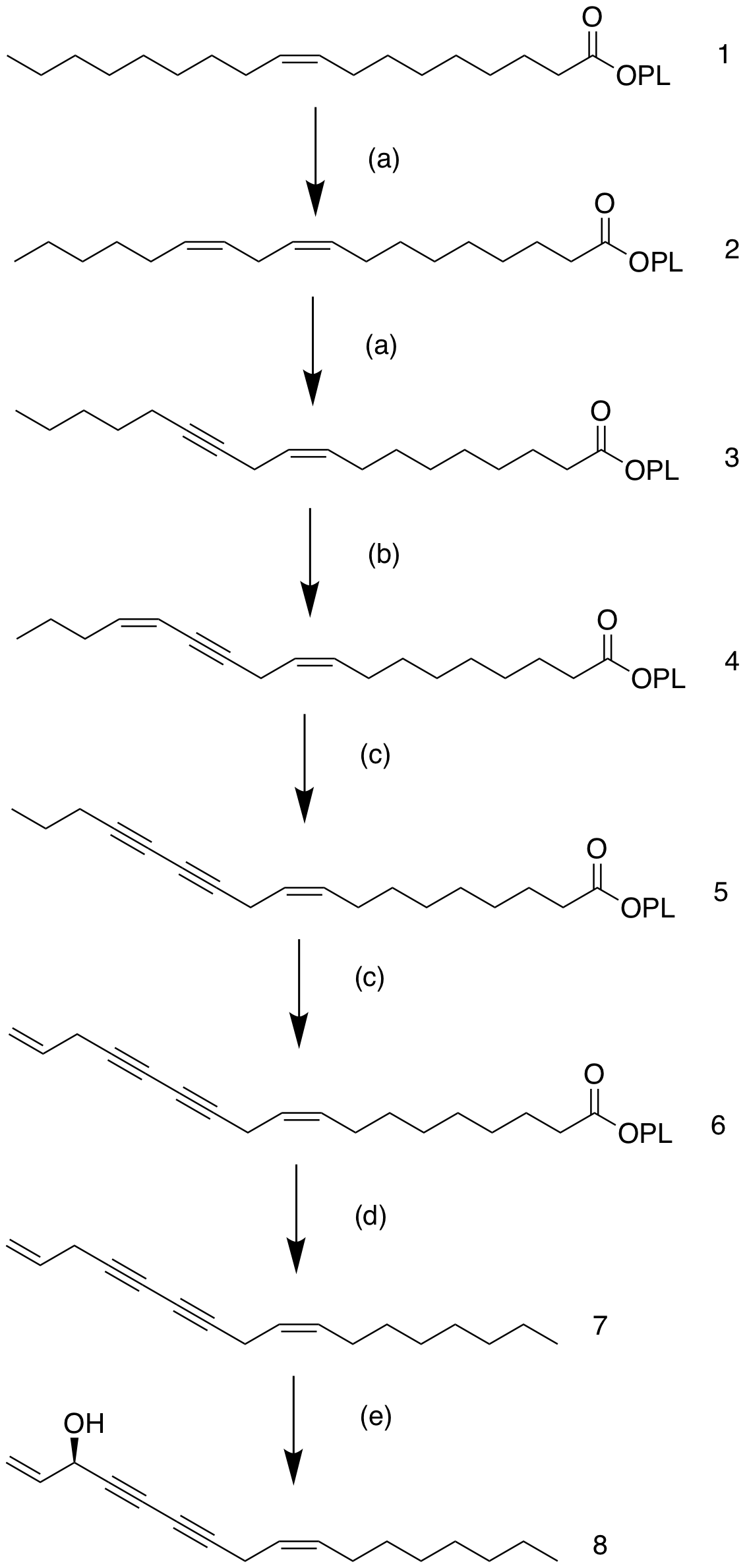

Biosyntéza falkarinolu začíná u kyseliny olejové (1), která obsahuje cis-dvojnou vazbu na uhlíku 9 (C9), na níž bifunkční systém desaturázy a acetylnázy za přítomnosti kyslíku (a) vytvoří druhou cis-dvojnou vazbu na uhlíku 12 (C12), čímž vznikne kyselina linolová (2). Tento krok se opakuje, čímž se dvojná vazba na C12 stává trojnou; vzniklá sloučenina se nazývá kyselina krepenynová (3). Kyselina krepenynová reaguje s kyslíkem (b) za tvorby druhé dvojné vazby na C14 (což vytvoří konjugovaný systém) a utvoří se kyselina dehydrokrepenynová (4). Alylovou izomerizací (c) se dvojná vazba na C14 přemění na trojnou (5) a také dojde k přeměně dvojné vazby na C17 na trans (E) uspořádání. (6). Po vzniku meziproduktu (7) dekarboxylací (d) se hydroxylací (e) na C16, která do sloučeniny zavede R-konfiguraci, vytvoří falkarinol.